# 1977 Shura
1977 Shura è un asteroide della fascia principale. Scoperto nel 1970, presenta un'orbita caratterizzata da un semiasse maggiore pari a 2,7813502 UA e da un'eccentricità di 0,0730473, inclinata di 7,76435° rispetto all'eclittica.
L'asteroide è dedicato all'Eroe dell'Unione Sovietica Aleksandr Anatol'evič Kosmodem'janskij, tramite il diminutivo del nome proprio.